# Минбулацький сільський округ (Жуалинський район)
Минбула́цький сільський округ (каз. Мыңбұлақ ауылдық округі, рос. Мынбулакский сельский округ) — адміністративна одиниця у складі Жуалинського району Жамбильської області Казахстану. Адміністративний центр — село Кольбастау.
Населення — 4635 осіб (2021; 4091 у 2009, 3530 у 1999, 2978 у 1989).
Станом на 1989 рік існувала Євгеньєвська сільська рада (села Дікан, Євгеньєвка, Кайрат, Талапти), з 1993 року — Аксайський сільський округ. 2004 року округ був розділений на Аксайський сільський округ (села Дехкан, Кайрат) та Минбулацький сільський округ (села Кольбастау, Талапти).

## Склад
До складу округу входять такі населені пункти:
| Населений пункт  | Старі назви | Населення, осіб (1989) | Населення, осіб (1999) | Населення, осіб (2009) | Населення, осіб (2021) |
| ---------------- | ----------- | ---------------------- | ---------------------- | ---------------------- | ---------------------- |
| Кольбастау, село | Євгеньєвка  | 2447                   | 2932                   | 3434                   | 4005                   |
| Талапти, село    | -           | 531                    | 598                    | 657                    | 630                    |